# Bydhošť
Bydhošť (polsky  Bydgoszcz [bydgošč], německy Bromberg) je hlavní město Kujavsko-pomořského vojvodství v severním Polsku na soutoku řek Brdy a Visly. Historie ovlivnila zejména výstavba vodního kanálu spojující Odru a Vislu. Je osmým největším polským městem. Žije zde přibližně 325 tisíc obyvatel, s aglomerací má přes 470 000 obyvatel. Ve městě od roku 1968 sídlí Univerzita Kazimíra Velikého. Symbolem města jsou nové sýpky, které jsou spojeny s novodobou architekturou.

## Historie
Původně zde byla slovanská rybářská osada. První písemná zmínka pochází z roku 1238. V roce 1331 ji obsadil Řád německých rytířů, ale roku 1343 připadla opět polskému králi Kazimíru Velikému. Ten Bydhošti 19. dubna 1346 udělil městská práva. V následujícím období se ve městě začali usazovat Židé. V 15. a 16. století bylo významným centrem obchodu s pšenicí. Na konci polsko-švédské války bylo město v roce 1629 dobyto a značně poškozeno vojskem švédského krále Gustava II. Adolfa. Švédy bylo opakovaně dobyto ještě v letech 1656 a 1657. Ze zdejšího hradu zůstala pouze zřícenina a obydleno bylo pouze 94 domů. 6. listopadu 1657 zde byla uzavřena smlouva mezi polským králem Janem Kazimírem II. Vasou a braniborským kurfiřtem Fridrichem Vilémem I. o postupu proti Švédům.
Při prvním dělení Polska v roce 1772 město připadlo Prusku a bylo přejmenováno na Bromberg. Fridrich II. Veliký provedl velkou přestavbu Bydhoště a nechal vybudovat 25 km dlouhý Bydhošťský kanál spojující Vislu a Odru. Bydhošť se tak stala významným obchodním centrem. Po porážce Napoleona se Bydhošť Tylžským mírem stala součástí Varšavského knížectví a v letech 1815–1848 Poznaňského velkovévodství a pak opět připojena k Prusku. V roce 1910 zde žilo 57 700 obyvatel, z nichž 84 % bylo Němců a 16 % Poláků. Na základě Versailleské smlouvy se Bydhošť stala součástí obnoveného Polska a zdejší obyvatelstvo muselo buď přijmout polské občanství, nebo se vystěhovat. V roce 1926 tak oproti roku 1910 žilo ve městě o více než 63 000 Němců méně.
Na počátku německé invaze v roce 1939 zde při tzv. Krvavé neděli bylo zabito kolem 300 německých obyvatel. Po obsazení města Němci popravili stovky polských a židovských obyvatel. Celkem během války zahynulo kolem 37 000 obyvatel.

## Pamětihodnosti
- Katedrála sv. Martina a Mikuláše z let 1466–1502 je nejstarší stavbou ve městě. Je zde pozdněgotický obraz Madony s růží a Panna Marie Milosrdné z 16. století.
- Kostel Nanebevzetí Panny Marie, označovaný také jako kostel klarisek je jednolodní gotickorenesanční kostel z let 1582–1602. Zajímavý je zde strop ze 17. století.
- Lloydův palác, který charakterizuje růst města
- Wyspa Młyńska, Mlýnský ostrov je místo historickými budovami nedaleko hlavního náměstí starého města. V 17. století zde bývala královská mincovna. Z konce 18. století pochází tzv. Biały Spichlerz (Bíla Sýpka)
- Hotel Pod Orłem, Hotel Adler, byl v neobarokním slohu postaven v roce 1896 místním architektem Józefem Swiecickim, který navrhl asi 60 budov v celé Bydhošti.
- Bazilika sv. Vincence z Pauly z let 1925–1939 je největší kostel v Bydhošti a jeden z největších v Polsku. Má kapacitu kolem 12 000 lidí a byl postaven polským architektem Adamem Ballenstedtem (1880–1942) podle vzoru římského Pantheonu.
- Tři sýpky z 19. století na břehu řeky Brda v ulici Grodzka jsou oficiálním symbolem města. V současnosti jsou zde výstavní prostory místního muzea.

## Evangelický hřbitov
Park v centru města býval německým evangelickým hřbitovem. Ačkoli náhrobky byly v minulosti zničeny, v zemi se nachází 80 tisíc ostatků. Na tomto místě je plánován zábavní park.

## Doprava
Specifickou úlohu hraje ve městě vnitrozemská vodní cesta, které se zde postupně s nástupem průmyslové revoluce vyvíjela. Mimořádný význam hraje to, že se v Bydhošti nachází kanál spojující povodí Visly a Odry, což ovlivnilo i rozkvět obchodu v této oblasti. Význam tohoto kanálu, který se vyvíjel téměř dvě století neustále rostl.
3,5 km od centra města se nachází letiště Ignace Jana Paderewského. V roce 2013 přepravilo přes 343 tisíc cestujících a bylo tak devátým největším letištěm v zemi. Je zde také jeden z největších polských železničních uzlů. Tramvajová doprava je provozována od roku 1888 a v současnosti je ve městě 9 linek s 29,1 km kolejí. V roce 1851 byla postavena železniční továrna PESA.

## Sport

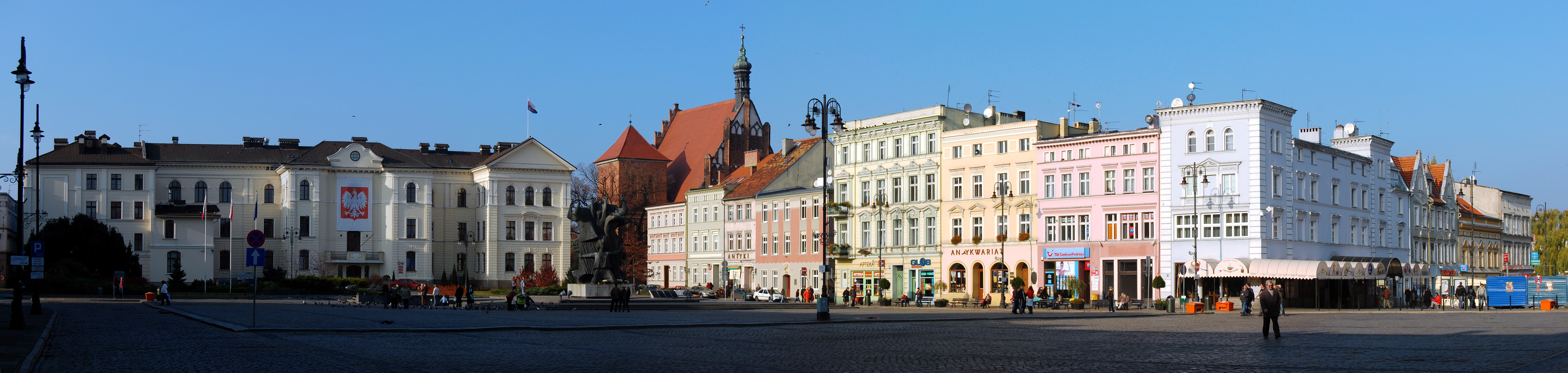
Bydhošť (panorama)

- Zawisza Bydgoszcz[3] – fotbalový klub, založen roku 1946
- SC Bromberg – zaniklý fotbalový klub, který byl aktivní před první světovou válkou
- Reichsbahn SG Bromberg – zaniklý fotbalový klub, který byl aktivní v době německé okupace města
- SG Bromberg – zaniklý fotbalový klub, který byl aktivní v době německé okupace města
- Astoria Bydgoszcz[4] – basketbalový klub, založen roku 1924
- RTW Bydgostia Bydgoszcz [5] – veslařský klub založen roku 1928

## Fotogalerie

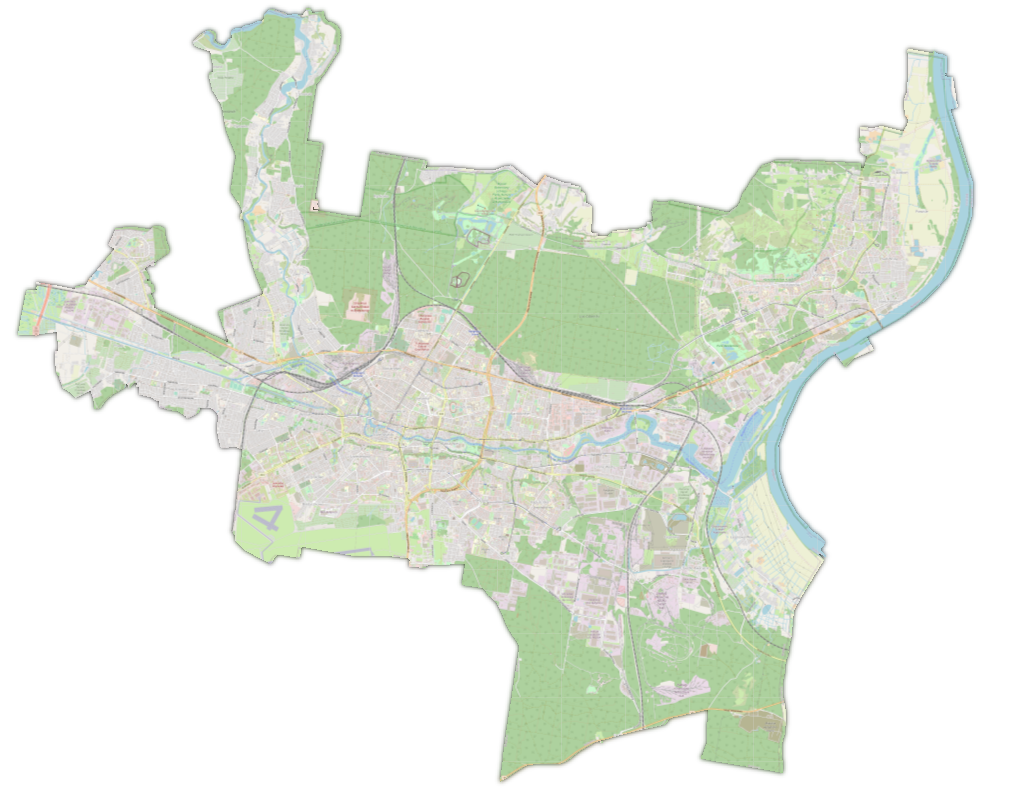
Geografie Bydhoště
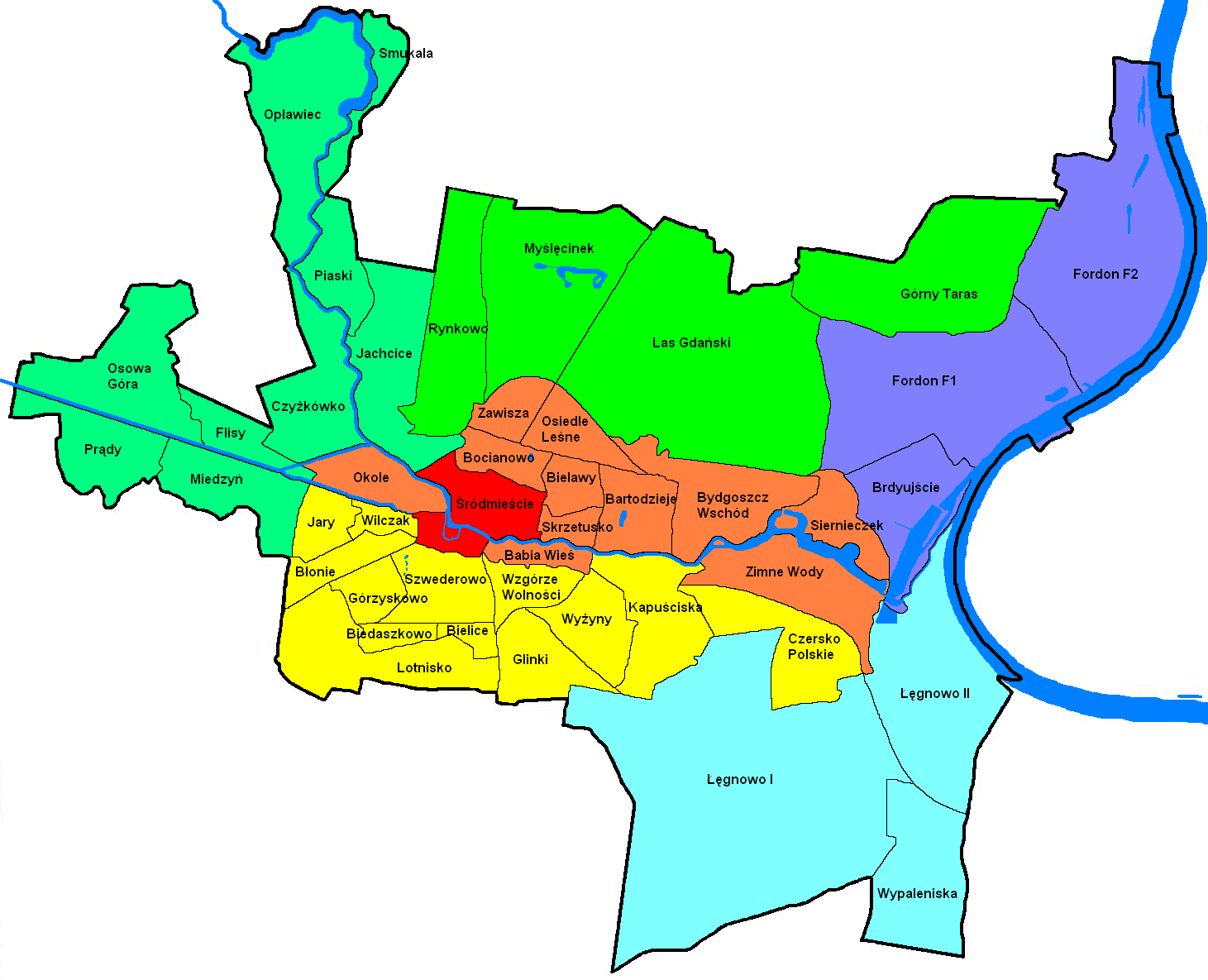
Mapa administrativního členění města Bydhošť
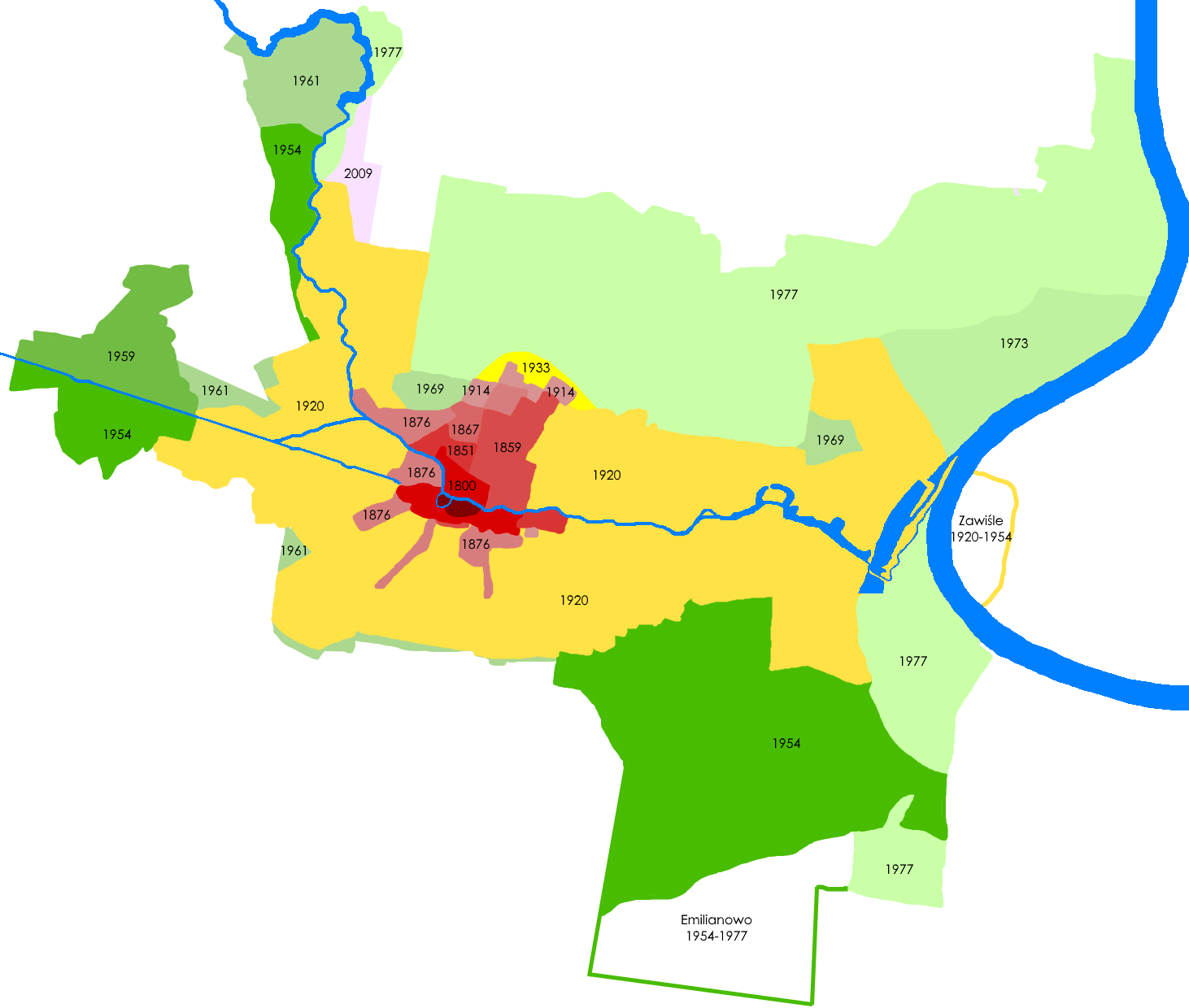
Teritoriální vývoj tohoto města v čase
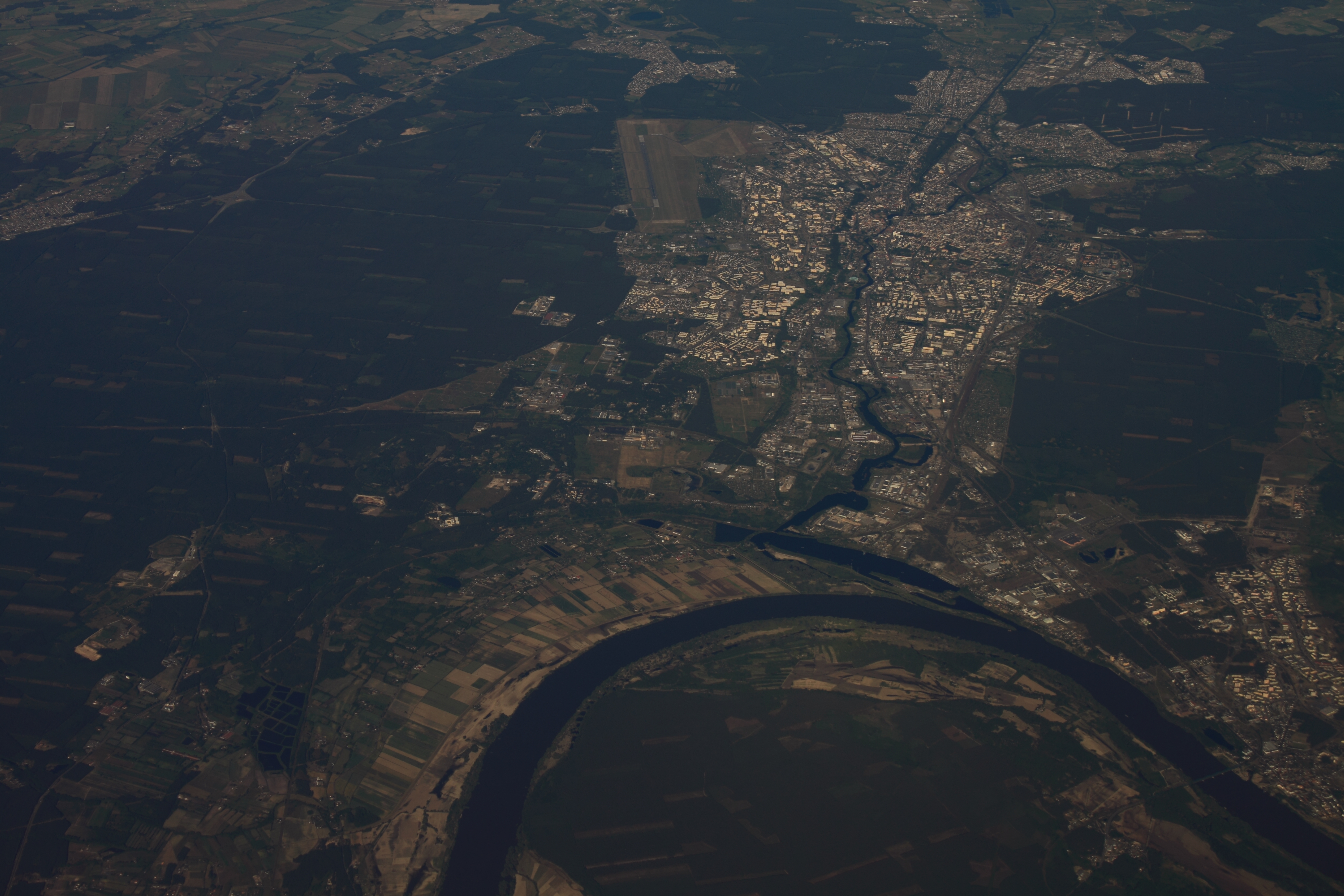
Snímek města z výšky
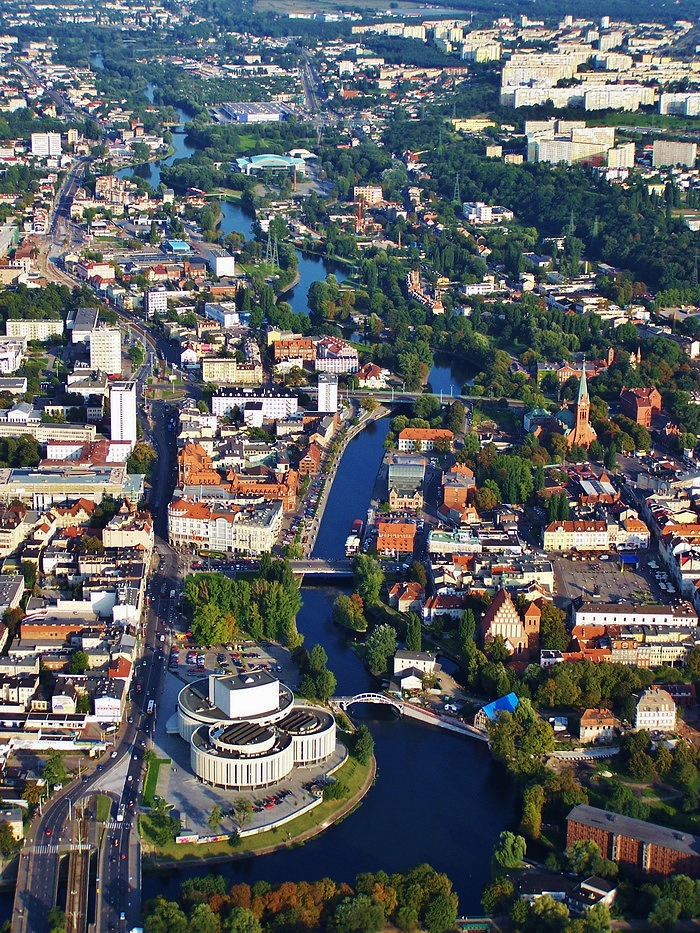
Pohled na město (1)
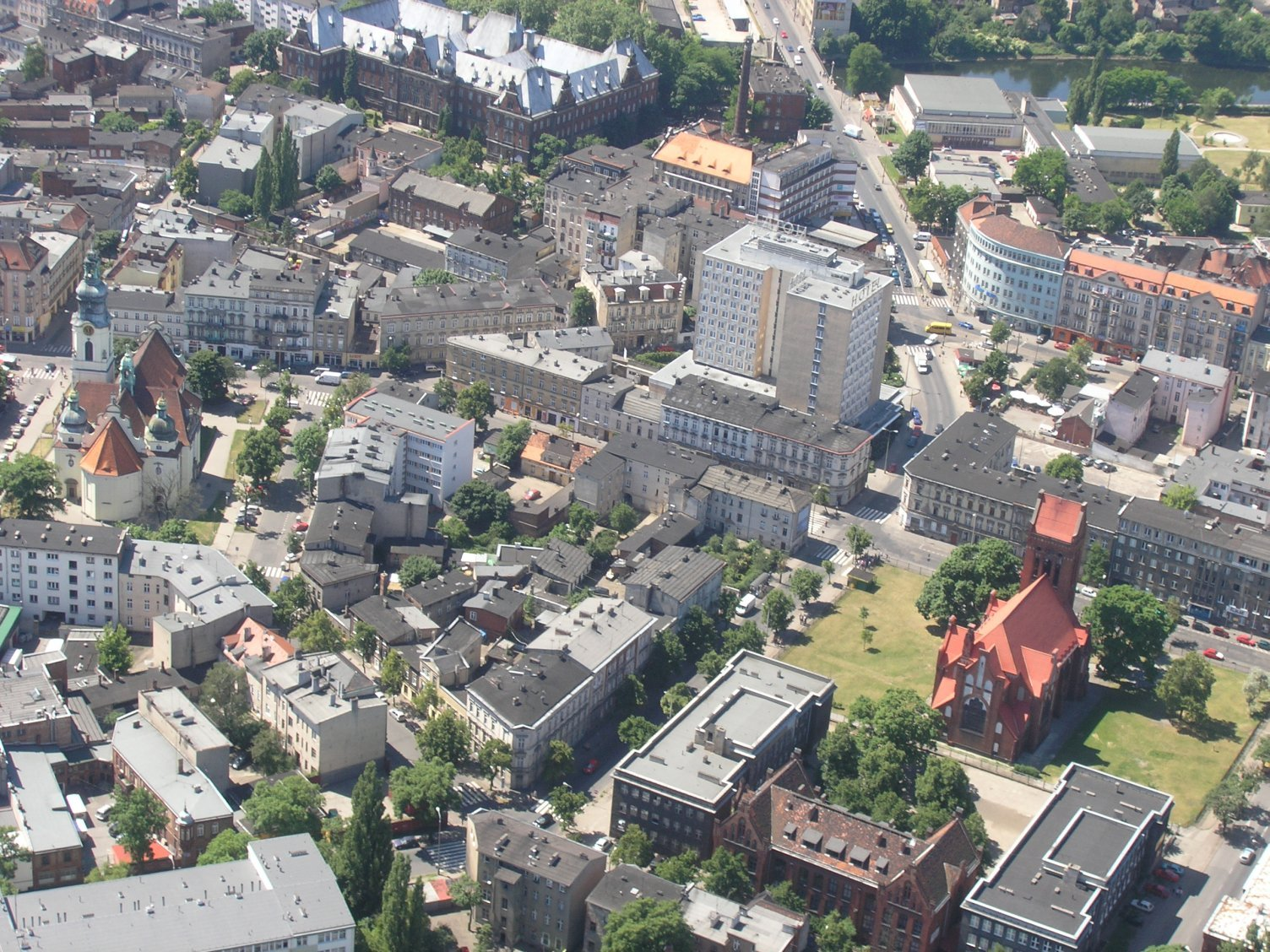
Pohled na město (2)
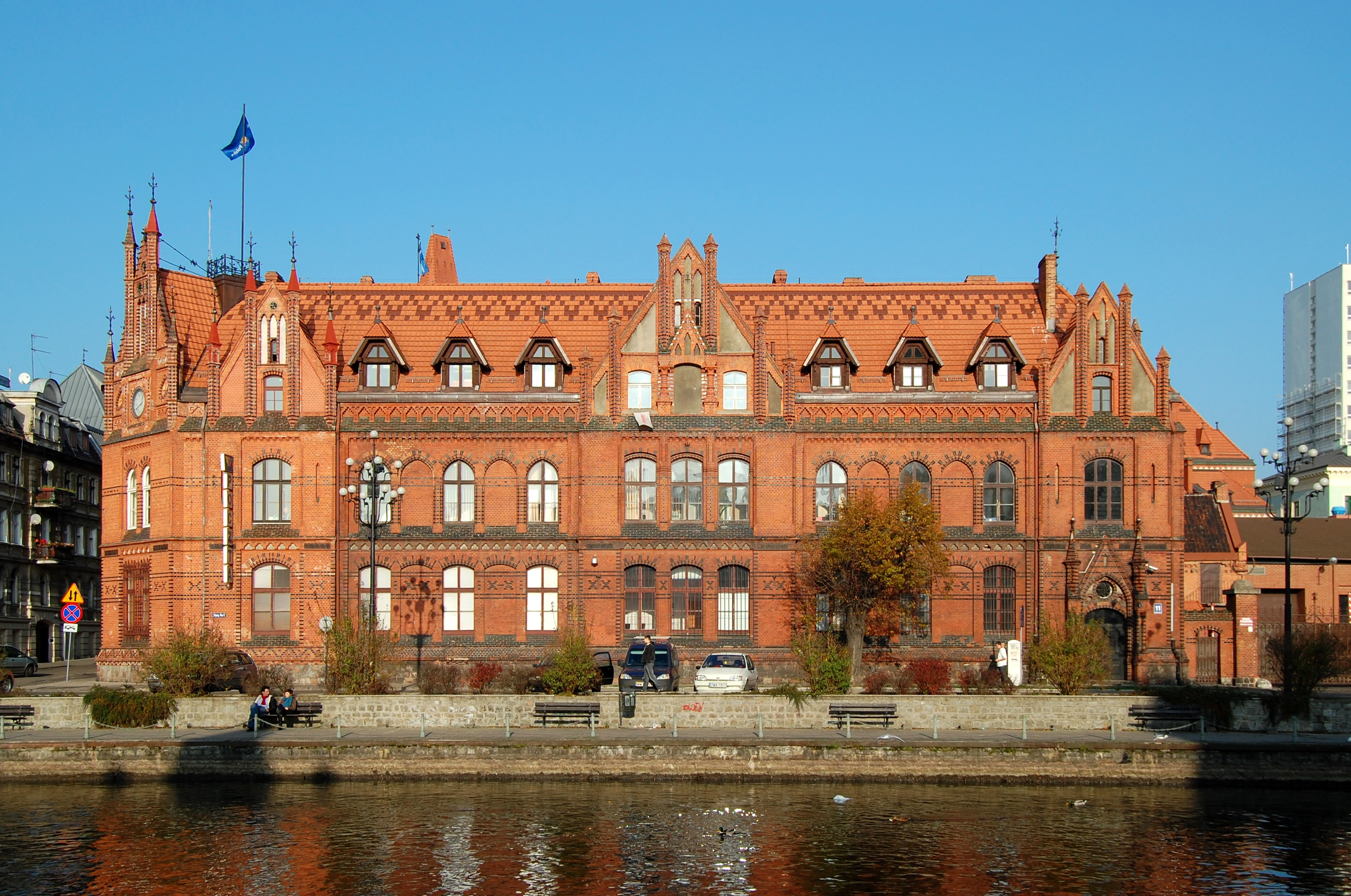
Bydhošť - budova hlavní pošty (Poczta Główna, ul. Jagiellońska 6)
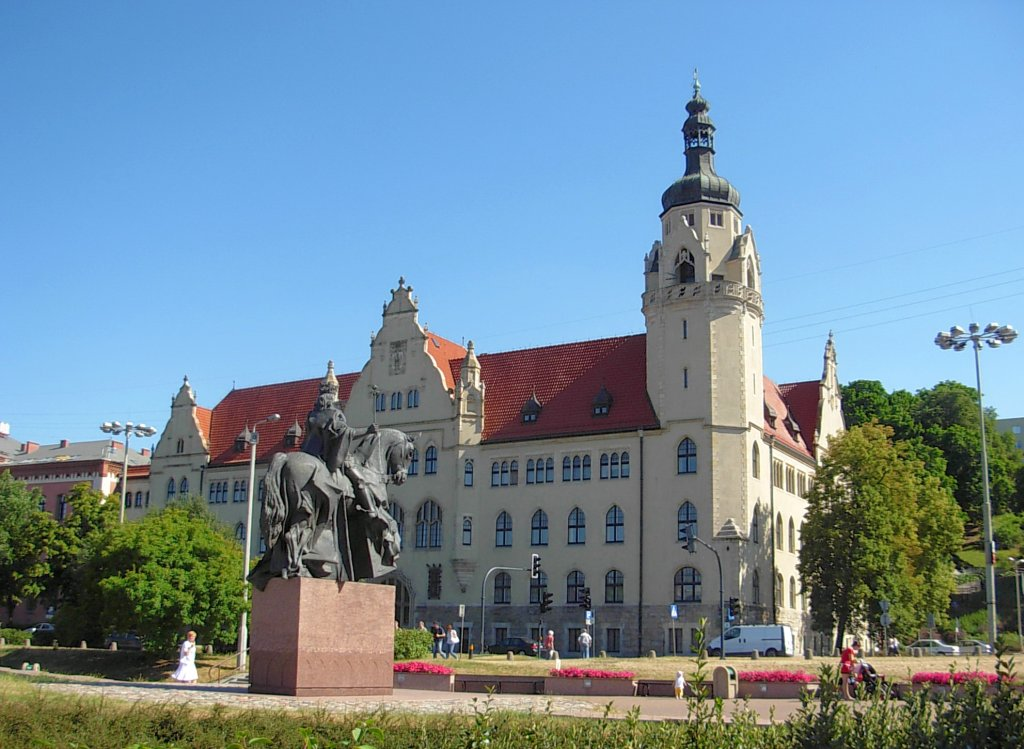
Budova okresního soudu v Bydhošti (Sąd Okręgowy)

## Osobnosti
- Eberhard von Mackensen (1889–1969), veterán první světové války, generálplukovník během druhé světové války
- Kurt Tank (1898–1983), německý letecký konstruktér a zkušební pilot
- Marian Rejewski (1905–1980), polský matematik a kryptolog
- Jan Kulczyk (1950–2015), polský podnikatel a miliardář
- Grażyna Szapołowska (* 1953), polská herečka
- Radosław Sikorski (* 1963), maršálek Sejmu
- Mirosław Chmara (* 1964), bývalý polský atlet, tyčkař
- Tomasz Gollob (* 1971), bývalý polský plochodrážní jezdec
- Sebastian Chmara (* 1971), bývalý polský atletický vícebojař, halový mistr světa ze sedmiboje z roku 1999
- Paweł Wojciechowski (* 1989), polský atlet, tyčkař, mistr světa z roku 2011

## Partnerská města
- Reggio Emilia, Itálie (1962)
- Kragujevac, Srbsko (1971)
- Mannheim, Německo (1991)
- Hartford, Spojené státy americké (1996)
- Pavlodar, Kazachstán (1997)
- Perth, Skotsko (1998)
- Čerkasy, Ukrajina (2000)
- Kremenčuk, Ukrajina (2004)
- Patra, Řecko (2004)
- Ning-po, Čína (2005)
- Wilhelmshaven, Německo (2006)
- Pitești, Rumunsko (2007)